# Fritz Goldschmidt
Fritz Goldschmidt (geboren 13. November 1893 in Breslau; gestorben 28. Juni 1968 in London) war ein deutsch-britischer Jurist.

## Familie und Ausbildung
Fritz Goldschmidt war der Sohn von Hermann Bruno Alfred Goldschmidt (geboren am 20. November 1865 in Breslau, gestorben 1934 in Berlin-Wilmersdorf) und der Franziska Ehrenfried (geboren am 17. Februar 1869 in Wreschen, gestorben 1950 in den USA). Er hatte einen Bruder und eine Schwester. Er heiratete 1929 die Sozialarbeiterin Erna Jeselsohn, sie hatten zwei Kinder.
Goldschmidt besuchte das Gymnasium in Königshütte (Oberschlesien), studierte ab 1912 in Breslau deutsche Literatur, Geschichte und Philosophie. Sein juristisches Studium begann er 1913 in Berlin. Er war aufgrund einer dauerhaften Schwäche des linken Arms militäruntauglich. Er legte 1916 seine juristische Referendarprüfung ab und wurde in Greifswald promoviert. Seine Assessorzeit verbrachte er in Freystadt (Schlesien) und in Berlin und legte 1920 die zweite juristische Staatsprüfung ab.

## Richtertätigkeit
Nach einer Tätigkeit als Hilfsrichter an verschiedenen Berliner Gerichten wurde Fritz Goldschmidt 1926 Amtsgerichtsrat am Amtsgericht Berlin-Weißensee und später Hilfsrichter in dem Zivilsenat des Kammergerichts, der sich mit den juristischen Folgen der Aufwertung befasste. Nach der Machtübergabe an die Nationalsozialisten wurde er am 31. März 1933 vom Kammergerichtspräsidenten beurlaubt. Goldschmidt wurde nach dem Krieg im Wege der Wiedergutmachung pro forma zum Senatspräsidenten am Berliner Kammergericht befördert.

## Politische Tätigkeit
Seit seinem Studium gehörte Goldschmidt den jüdischen Studentenverbindungen Thuringia Breslau und Sprevia Berlin im Kartell-Convent an. Die älteste dieser deutschorientierten schlagenden Verbindungen Viadrina Breslau wurde 1886 von seinem Vater gegründet. Er war Mitglied des Republikanischen Richterbundes und seit 1926 Vorsitzender der Ortsgruppe Charlottenburg des Central-Vereins deutscher Staatsbürger jüdischen Glaubens.

## Leben ab 1933
Goldschmidt bekämpfte ab Juli 1933 die Berufsverbote für jüdische Ärzte. Aus seiner Arbeit wurde er am 11. November 1938 herausgerissen, er wurde in das Konzentrationslager Sachsenhausen bei Berlin verschleppt. Am 25. November 1938 wurde er aus dem Konzentrationslager unter der Auflage entlassen, alsbald auszuwandern. Er arbeitete weiter in der Reichsvertretung der Juden in Deutschland und war mit der Liquidation des jüdischen Central-Vereins betraut worden.
Goldschmidt erhielt für sich und seine beiden Kinder am 30. Juli 1939 ein Visum für England. Nach dem Krieg arbeitete er an der Wiedergutmachung mit und war unter anderem in leitender Stellung bei der United Restitution Organization tätig. Er lebte bis zu seinem Tod mit seiner Frau in England. Er starb an den Folgen eines Verkehrsunfalls in London.

## Schriften
- Die Pflicht zur Duldung aerztlicher Eingriffe im Privat- und oeffentlichen Recht. Greifswald, Univ., Rechts- u, Staatswiss. Fak., Diss., 1917
- Meine Arbeit bei der Vertretung der Interessen der jüdischen Ärzte in Deutschland seit dem Juli 1933 (= Arbeitsbericht zu verschütteten Alternativen in der Gesundheitspolitik. Nr. 2, ZDB-ID 1213080-1). Universität Bremen, Bremen 1979.